# Diethyltoluamid
Diethyltoluamid, též N,N-diethyl-m-toluamid či DEET (systematický název N,N-diethyl-3-methylbenzamid) je nažloutlá olejovitá kapalina. Je nejpoužívanější aktivní složkou v repelentech proti hmyzu. Aplikuje se na kůži nebo oblečení, především pro odpuzení komárů. Chrání také proti klíšťatům.

## Historie
Používání DEET bylo vyvinuto Armádou USA po zkušenostech z bojů v džungli během druhé světové války. Původně byl DEET testován jako pesticid v zemědělství, do vojenského použití se dostal v roce 1946 a do civilního 1957. Používal se během bojů ve Vietnamu a v jihovýchodní Asii.

## Příprava
Diethyltoluamid lze připravovat konverzí kyseliny m-toluové (3-methylbenzoové) na příslušný acylchlorid a následnou reakcí s diethylaminem:

## Mechanismus účinku
Dříve se myslelo, že DEET účinkuje blokací čichových receptorů hmyzu vůči 1-okten-3-olu, těkavé látky obsažené v lidském potu a dechu. Převažující názor byl, že DEET otupuje smysly hmyzu, takže člověk a jiní živočichové produkující onu látku u tohoto hmyzu nespouštějí bodací instinkt. DEET zřejmě neovlivňuje schopnost hmyzu cítit oxid uhličitý, jak se dříve myslelo.
Čerstvější důkazy však ukazují, že DEET funguje jako skutečný repelent, tedy že hmyz nesnáší jeho pach. Byl identifikován specifický typ neuronu čichového receptoru v tykadlových senzilách komárů, který je aktivován DEET, stejně jako dalšími repelenty, například eukalyptolem, linaloolem nebo thujonem. Navíc má DEET silnou repelentní účinnost i v nepřítomnosti látek uvolňovaných živočichy, například 1-okten-3-olu, kyseliny mléčné nebo oxidu uhličitého. Samice i samci reagují stejně.

## Použití
Repelent s diethyltoluamidem Aplikuje se na kůži nebo oblečení, především pro odpuzení komárů. Chrání také proti klíšťatům, která přenášejí vážné nemoci: klíšťovou encefalitidu, lymskou boreliózu a ehrlichiózu. Vzhledem k účinku proti komárům je prevencí proti horečce dengue, západonilskému viru, koňské encefalomyelitidě a malárii.

## Koncentrace
DEET se často prodává a používá ve spreji nebo kapalině o koncentraci až 100 %. Spotřebitelská organizace ze Spojených států amerických Consumer Reports našla přímou korelaci mezi koncentrací DEET a počtem hodin, po které působí ochrana proti hmyzu. Stoprocentní látka poskytuje ochranu po dobu až 12 hodin, zatímco směsi o nižší koncentraci (20–34 %) chrání 3 až 6 hodin. Účinnost DEET potvrdil i další výzkum. Centrum pro kontrolu a prevenci nemocí (USA) doporučuje koncentraci 30 až 50 % pro prevenci široké škály patogenů přenášených hmyzem.

## Účinky na zdraví
Výrobci produktů s DEET doporučují, aby se tyto výrobky nepoužívaly pod oblečením nebo na poškozenou kůži; přípravek se má navíc smýt, pokud už není potřeba jeho účinek. DEET může způsobovat podráždění, vzácně i kožní reakce.
Při dlouhodobém dycháním aerosolů DEET začíná na postiženého doléhat únava, zmatenost, CNS deprese, či
panické ataky. Poté může mít postižený problémy s dýcháním, koordinací těla a následné křeče, ty byly sledovány
nejčastěji. Po skončení křečí začíná nauzea velká únava znova deprese a přehnaně nízký tlak.
V rozhodnutí o opětovné registraci (RED) americké EPA je uváděno 14 až 46 případů výskytu křečí, které byly potenciálně spjaty s DEET; čtyři případy byly smrtelné. EPA tvrdí, že „to vypadá, že některé případy jsou zřejmě spjaty s toxicitou DEET“. Podle pozorování však DEET používá 30 % populace USA a tedy pravděpodobný výskyt křečí je zhruba jen jeden případ na 100 milionů uživatelů.
The Pesticide Information Project of Cooperative Extension Offices na Cornell University uvádí, že „zaměstnanci Národního parku Everglades vystavení masivní expozici DEET trpěli nespavostí a poruchami nálady a kognitivních funkcí mnohem častěji než jejich méně exponovaní kolegové“.
Při používání podle návodu byly výrobky obsahující 10 až 30 % DEET shledány Americkou akademií pediatrů bezpečné pro použití u dětí i dospělých, doporučuje se však nepoužívat DEET u dětí do dvou měsíců věku.
Při reevaluaci v roce 2002 zakázalo kanadské ministerstvo zdravotnictví prodej repelentů (určených pro použití na člověka) s obsahem více než 30 % diethyltoluamidu. Úřad doporučuje, aby se produkty s DEET používaly u dětí od 2 do 12 let, jen pokud je koncentrace 10 % nebo méně a repelent se aplikuje nejvýše třikrát denně; u dětí od šesti měsíců do dvou let by se měl přípravek aplikovat maximálně jednou denně. U dětí do 6 měsíců by se tyto přípravky neměly používat vůbec.
Nedávno se ukázalo, že diethyltoluamid inhibuje aktivitu acetylcholinesterázy, a to u hmyzu i u savců. Tento enzym působí hydrolýzu neurotransmiteru acetylcholinu a hraje proto důležitou roli v ovládání svalů neurony. Mnoho insekticidů se používá právě pro jejich schopnost blokovat tento enzym, což vede k nadměrné akumulaci acetylcholinu na synaptické štěrbině a následkem toho k nervosvalové paralýze a smrti udušením. DEET se běžně používá v kombinaci s insekticidy a má schopnost zvyšovat toxicitu karbamátů, třídy insekticidů, které právě blokují acetylcholinesterázu. Tato zjištění přinášejí důkaz, že kromě účinků na čichový systém, působí DEET i na CNS hmyzu a že se jeho toxicita kombinací s jinými insekticidy zvyšuje. Vliv na mozek člověka ale nebyl prokázán, oproti vlivu jaký má glyfosát či kyselina 2,4-dichlorfenoxyoctová.

## Účinky na materiály
Diethyltoluamid je účinným rozpouštědlem. Může rozpouštět některé plasty, umělé hedvábí, elastická vlákna a jiná syntetická vlákna, kůži a různé barvy a laky, včetně laků na nehty.

## Účinky na životní prostředí
I když bylo pro stanovení možných účinků na životní prostředí provedené zatím jen málo studií, DEET je mírným pesticidem a není ho vhodné používat poblíž zdrojů vody. Nepředpokládá se sice, že je bioakumulován, nicméně byla zjištěna určitá toxicita pro ryby v chladných vodách, například pro pstruha duhového a okouna pestrého, navíc vykazuje toxicitu pro některé druhy zooplanktonu. V malých koncentracích byl DEET detekován ve vodních tocích, například řece Mississippi a jejích přítocích, jako výsledek výroby a používání přípravků s jeho obsahem. Studie z roku 1991 zjistila hodnoty 50 až 201 ng/l.